# Diócesis de Puntarenas
La diócesis de Puntarenas (en latín: Dioecesis Puntarenensis) es una circunscripción eclesiástica de la Iglesia católica en Costa Rica. Se trata de una diócesis latina, sufragánea de la arquidiócesis de San José. Desde el 4 de junio de 2003 su obispo es Óscar Gerardo Fernández Guillén.

## Territorio y organización
La diócesis tiene 3930 km² y extiende su jurisdicción sobre los fieles católicos de rito latino residentes en parte de la provincia de Puntarenas en los cantones de: Aguirre, Parrita, Garabito, Esparza, Montes de Oro y Puntarenas.
La sede de la diócesis se encuentra en la ciudad de Puntarenas, en donde se halla la Catedral de Nuestra Señora del Carmen.
En 2021 en la diócesis existían 18 parroquias agrupadas en 4 vicarías foráneas:
Vicaría Central
Catedral Sagrado Corazón de Jesús, ciudad de Puntarenas
- Nuestra Señora del Carmen, Barrio El Carmen de la ciudad de Puntarenas
- Parroquia La Santa Cruz, Chacarita, Puntarenas
- Inmaculado Corazón de María, El Roble, Puntarenas
- Nuestra Señora de Guadalupe, Riojalandia, Barranca, Puntarenas
- Medalla Milagrosa, Barranca, Puntarenas

Vicaría Península
- Dulce Nombre de Jesús, Jicaral de Lepanto, Puntarenas
- San Juan Bautista, Paquera, Puntarenas
- Inmaculada Concepción de María, Cóbano, Puntarenas

Vicaría Norte
- Nuestra Señora del Carmen, centro de Miramar, Montes de Oro
- Espíritu Santo, Esparza
- Inmaculada Concepción de María, Sardinal de Acapulco, Puntarenas
- San Judas Tadeo, Judas de Chomes, Puntarenas
- Santa Elena, Monte Verde, Puntarenas

Vicaría Costa
- Inmaculada Concepción de María, Jacó de Garabito
- San Antonio de Padua, Pueblo Nuevo, Parrita
- Patriarca San José, ciudad de Parrita
- Inmaculada Concepción, ciudad de Quepos

## Historia
La diócesis fue erigida el 17 de abril de 1998 con la bula Sacrorum Antistites del papa Juan Pablo II, derivando el territorio de las diócesis de San Isidro de El General (cantones de Aguirre y Parrita) y Tilarán (hoy diócesis de Tilarán-Liberia; cantones de Garabito, Esparzas, Montes de Oro y Puntarenas).

## Estadísticas
Según el Anuario Pontificio 2022 la diócesis tenía a fines de 2021 un total de 216 500 fieles bautizados.
| Año                                                                             | Población            | Población | Población      | Sacerdotes | Sacerdotes    | Sacerdotes    | Bautizados por sacerdote | Diáconos permanentes | Religiosos | Religiosos | Parroquias |
| Año                                                                             | Bautizados católicos | Total     | % de católicos | Total      | Clero secular | Clero regular | Bautizados por sacerdote | Diáconos permanentes | Varones    | Mujeres    | Parroquias |
| ------------------------------------------------------------------------------- | -------------------- | --------- | -------------- | ---------- | ------------- | ------------- | ------------------------ | -------------------- | ---------- | ---------- | ---------- |
| 1999                                                                            | 156 373              | 173 748   | 90,0           | 25         | 22            | 3             | 6254                     |                      | 3          | 13         | 16         |
| 2000                                                                            | 159 000              | 173 900   | 91,4           | 24         | 21            | 3             | 6625                     |                      | 3          | 22         | 17         |
| 2001                                                                            | 161 200              | 180 380   | 89,4           | 28         | 26            | 2             | 5757                     |                      | 2          | 16         | 16         |
| 2002                                                                            | 161 200              | 180 380   | 89,4           | 26         | 24            | 2             | 6200                     |                      | 2          | 22         | 16         |
| 2003                                                                            | 166 681              | 181 681   | 91,7           | 23         | 21            | 2             | 7247                     |                      | 2          | 22         | 16         |
| 2004                                                                            | 168 274              | 183 000   | 92,0           | 23         | 21            | 2             | 7316                     |                      | 2          | 22         | 16         |
| 2013                                                                            | 197 000              | 223 000   | 88,3           | 28         | 27            | 1             | 7035                     |                      | 1          | 18         | 19         |
| 2016                                                                            | 204 000              | 230 100   | 88,7           | 30         | 28            | 2             | 6800                     |                      | 2          | 18         | 18         |
| 2019                                                                            | 211 770              | 238 720   | 88.7           | 31         | 29            | 2             | 6831                     |                      | 2          | 18         | 18         |
| 2021                                                                            | 216 500              | 244 100   | 88.7           | 33         | 25            | 8             | 6560                     |                      | 8          | 18         | 18         |
| Fuente: Catholic-Hierarchy, que a su vez toma los datos del Anuario Pontificio. |                      |           |                |            |               |               |                          |                      |            |            |            |

## Episcopologio
- Hugo Barrantes Ureña (17 de abril de 1998-13 de julio de 2002 nombrado arzobispo de San José de Costa Rica)
- Óscar Gerardo Fernández Guillén, desde el 4 de junio de 2003